# Dragées Faller
Dragées Faller est un groupe français de magasins de vente de confiserie avec un site de vente en ligne spécialisé dans la vente de la dragée et décoration de fête. Créée dans les années 1950 par Guy Faller, l’entreprise compte aujourd’hui dix magasins,,.

## Historique
Dragées Faller est une entreprise alsacienne de vente de dragées, confiserie et décoration. Créée en 1950[réf. nécessaire] par Éliane et Guy Faller, l'entreprise débute sur les marchés locaux et ouvre son premier magasin en 1954 à Mulhouse. L'entreprise dispose de huit magasins en Alsace et d'une quarantaine de salariées[réf. nécessaire].
En 2010, l'enseigne a lancé une boutique en ligne sous la direction de Nathalie Faller, belle-fille des fondateurs et directrice générale de l’entreprise depuis 1999. Le site est qualifié par la presse locale comme une success-story et il est devenu le leader français de la confiserie et de la dragée en ligne.
Le site Faller s'est spécialisé dans la vente des dragées et propose plus de 1 000 références. Les dragées sont présentées en collections dans des contenants uniques créées par la maison Faller.

## Croissance de l’entreprise Faller
En 2014, l’entreprise Faller a vendu 210 000 compositions de dragées ce qui représente plus de 20 tonnes de dragées. L'entreprise Faller située en Alsace, dispose d’une unité de stockage de grande capacité avec un entrepôt de 800 m2 et d'un studio photo qui permet à l’entreprise de créer ses propres clichés sur place. L’entreprise Faller a réalisé un chiffre d’affaires de 3,8 millions d’euros HT en 2013. En 2016, l'entreprise Faller a entamé sa mue de succursaliste à franchiseur.

## Dates clés[10]
- 1954 : ouverture du premier magasin Faller à Mulhouse
- 1992 : ouverture du magasin Place des Halles à Strasbourg
- 1992 : ouverture du magasin Hautepierre à Strasbourg
- 1995 : ouverture du magasin à Colmar
- 1997 : ouverture du magasin Illkirch-Graffenstaden
- 1998 : ouverture du magasin à Mulhouse
- 2000 : ouverture du magasin place Kléber à Strasbourg
- 2004 : ouverture du magasin à Wittenheim
- 2010 : lancement du site de commerce en ligne
- 2013 : ouverture du magasin Faller Rivetoile à Strasbourg
- 2016 : ouverture d'une première franchise dans le centre commercial Cora de Dorlisheim